# Історія Аргентини
Перші люди оселилися на території Аргентини приблизно у час від 50 до 11 тисячоліття до н. е. Але письмова історія починається тільки з 1516 року, коли експедиція Хуана Діаса де Соліса досягла Ріо-де-ла-Плати. З цього періоду починається домінування іспанців у регіоні, яке завершилося революцією 1810 року. Після періоду анархії та диктатури, у 1854 році була створена федеративна республіка, яка з невеликими змінами існує в країні й зараз.

## Аргентина до прибуття європейців

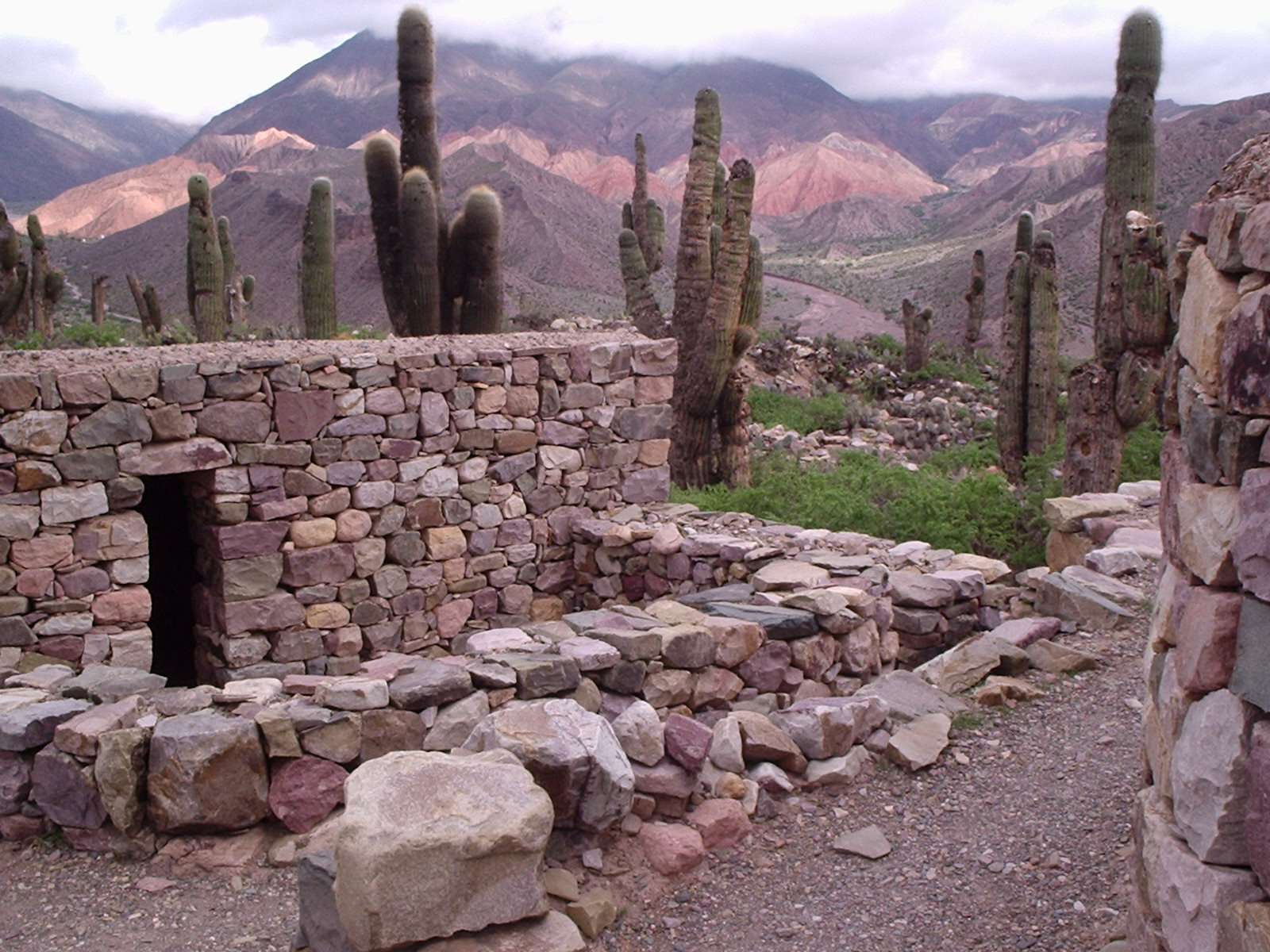
Індіанська фортеця Пукара-де-Тілкара

Людина з'явилася на території Аргентини приблизно у час від 50 до 11 тисячоліття до н. е. За так званою гіпотезою раннього заселення Америки, перші люди прийшли близько 50 тисячоліття до н. е., але шлях цього заселення залишається невідомим. Деякі племена аргентинської Патагонії є, можливо, нащадками цих перших мешканців. Близько 11 тисячоліття території Аргентини досягла хвиля переселенців, що дещо раніше перейшла до Америки через Берингову протоку.
Між другим та першим тисячоліттями до н.е. на території сучасної Аргентини виникають більш розвинуті людські цивілізації, представлені такими археологічними культурами, як Ансільта, атакаменьйо, Сан-Франсиско, Кондоруасі, Аламіто та інші. У першому тисячолітті нової ери і до приходу іспанців у 16-у столітті на північному заході сучасної Аргентини швидко розвивались культури землеробсько-скотарського типу, серед яких  виділялась культура народу діагіта. 
Тауантінсую (імперія інків), що проводила швидку експансію з території сучасних Перу та Болівії, у 1479 - 1536 роках вона підкорила народи північного заходу Аргентини.

## Колоніальний період

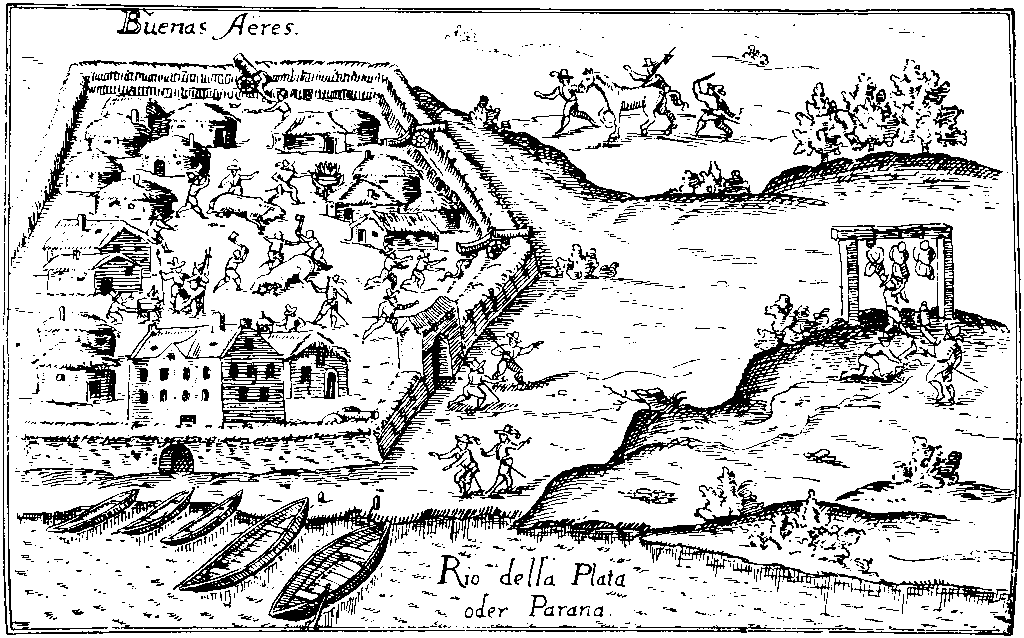
Буенос-Айрес, 1536 рік

У 1516 році експедиція іспанського мореплавця Хуана Діаса де Соліса висадилася на берегах Ла-Плати, однак під час експедиції був вбитий її капітан та кілька матросів, і експедиція була змушена повернутися додому. Чотирма роками пізніше Фернан Магеллан піднявся по Ла-Платі в пошуках судноплавного шляху, що з'єднує Атлантичний і Тихий океани. Впевнений у тому, що іншого шляху немає, Магеллан продовжував плавання в південному напрямку і провів зиму на берегах Патагонії. Тут відбулась друга зустріч з індіанцями (мапуче або теуелче), яких Магеллан назвав патагонцями. Звідси і походить назва регіону, який знаходиться на крайньому півдні Аргентини. Пізніше Магеллан відкрив протоку, яка носить його ім'я і з'єднує Атлантичний океан з Тихим.

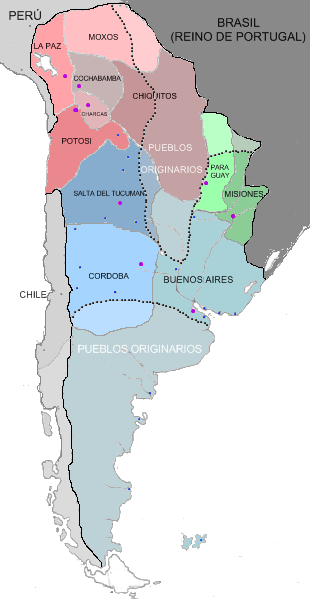
Віце-королівство Ріо-де-ла-Плата в 1783 році. Пунктиром розмежовані індіанські території і території, що фактично контролювалися віце-королівством.

Через вісім років, у 1535 році, Педро де Мендоса, перебуваючи в експедиції, яка мала велику кількість коней і провізії, заснував форт Санта-Марія-дель-Буен-Айре — столицю сучасної Аргентини. Тубільні племена перешкоджали діяльності Мендоси, тому він залишив форт і повернувся на батьківщину. Однак він організував відправку нечисленної експедиції під керівництвом Хуана де Айоласа уздовж річки Парана. Айолас передав керівництво експедицією Домінго Мартінесу де Ірала, а сам відправився в Перу (вже завойоване Пісарро).
Відомо, що в 1537 році Ірала і його люди заснували місто Асунсьйон (столицю сучасного Парагваю), а тубільні племена цієї території виявили меншу ворожість. Іспанці не робили наступних спроб організувати експедиції для колонізації території, яка нині є Аргентиною. Тільки в 1573 році з Асунсьйона у південному напрямку було направлено групу, яка укріпилася в районі, де зараз розташоване місто Санта-Фе. Через сім років, 11 червня 1580 року Хуан де Ґарай відновив місто Санта-Марія-дель-Буен-Айре. Однак нова колонія почала діяти лише за його наступника Ернандо Аріаса Сааведри (1592—1614).
Спочатку землі сучасної Аргентини входили до Віцекоролівства Перу, утвореного в 1542 році. Естуарій Ла-Плати мав малу привабливість для європейців, оскільки там не було покладів золота та інших природних ресурсів. Навіть природні порти естуарію використовувалися здебільшого для контрабанди.
Іспанці підняли статус регіону в 1776 році з утворенням Віцекоролівства Ріо-де-Ла-Плата. Воно охоплювало території сучасних Аргентини, Уругваю, Парагваю та частини Болівії. При новому адміністративному поділі Буенос-Айрес отримав митницю й став процвітати з ростом морської торгівлі, орієнтованої насамперед на товари, а не на благородні метали, на експорт худоби й шкіри. З огляду на інші політичні аспекти, він поступово став найважливішим комерційним центром регіону.
Віцекоролівство Ріо-де-Ла-Плата проіснувало недовго, оскільки об'єднувало багато регіонів, між якими не існувало природного зв'язку, а Іспанія підтримувала його слабо. Після Трафальгарської битви, британці утвердили своє панування на морі, іспанські кораблі стали прибувати дедалі рідше. Двічі, у 1806 та 1807 роках, британці робили спроби вторгнутися і захопити Буенос-Айрес та Монтевідео, але місцеві жителі на чолі з Сантьяго де Ліньєрсом відбилися, при чому без підтримки метрополії.
На початку Піренейської війни іспанський король Фердинанд VII потрапив у французький полон, що стурбувало Віцекоролівство. Ширилася думка, що без короля Америка повинна правити сама. У різних містах виникали заворушення, спочатку безуспішні. Травнева революція 1810 року, що почалася зі звістки про те, що практично вся Іспанія завойована французами, стала першою успішною спробою від'єднатися.

## Перехід до незалежності

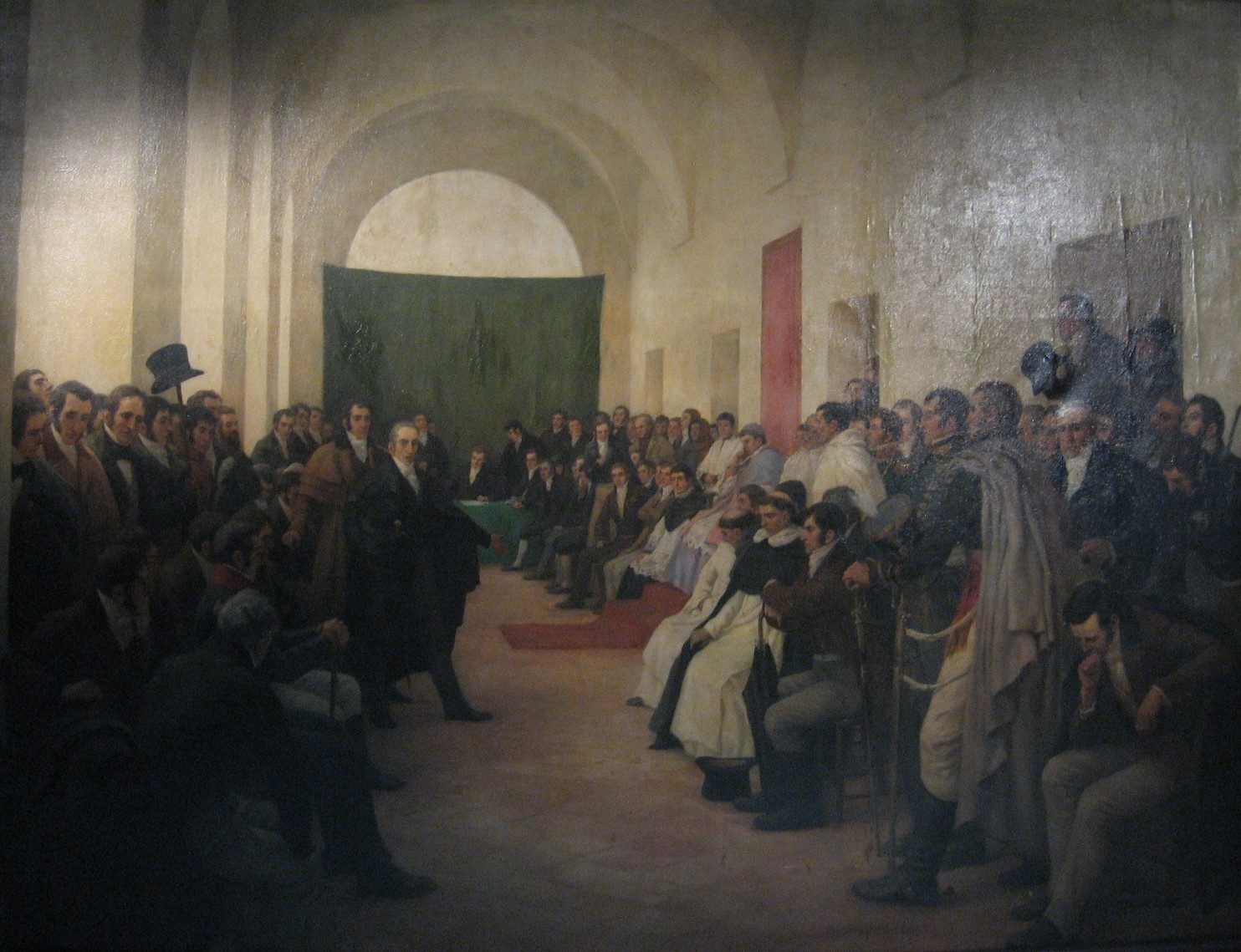
Проголошення незалежності Аргентини

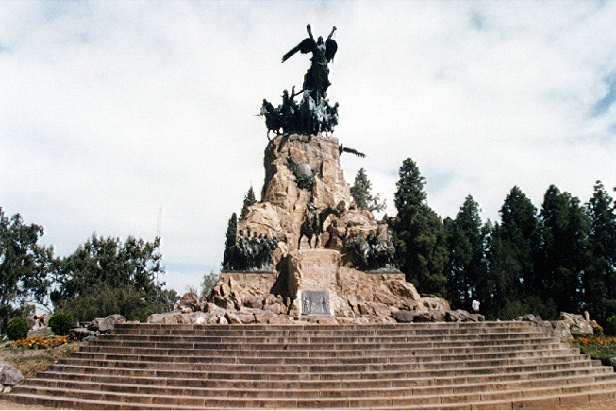
Пагорб слави: Монумент, присвячений Андській армії генерала Сан-Мартіна, провінція Мендоса, Аргентина

Після Травневої революції віцекороля прогнали, а віцекоролівство перейменували в Об'єднані провінції Ріо-де-ла-Плати. Почалася Війна за незалежність Аргентини. Однак нова держава не змогла втримати всі свої території, поступово від неї відкололися інші країни.
Перші військові кампанії проти роялістів очолили Мануель Бельграно та Хуан Хосе Кастеллі. Перша хунта розширилася до Великої хунти, її змінив Перший тріумвірат. Через кілька років йому на зміну прийшов Другий тріумвірат і скликав Асамблею 13-го року, яка повинна була проголосити незалежність і затвердити конституцію. Однак цього зробити вона не змогла, і країну очолив єдиний правитель — Верховний директор.
Генерал Хосе де Сан-Мартін почав готувати Андську армію з метою визволення Чилі. Одночасно в місті Тукуман було скликано конгрес, що 9 липня 1816 року проголосив незалежність держави, яка стала називатися Об'єднаними провінціями Південної Америки.
Хоча на чолі нової держави став Верховний правитель, Конгрес не зміг дійти згоди щодо форми державної влади. Багато делегатів, зокрема від міста і провінції Буенос-Айрес, були прихильниками конституційної монархії. Пізніше вони, коли змінили позицію на користь централізованої республіканської системи, зіткнулися з опозицією в особі делегатів від інших провінцій, які виступали за федеральну систему державного устрою. Дискусія між двома фракціями призвела до громадянської війни 1819 року, яка велася при постійній загрозі нового іспанського вторгнення.
Війна за незалежність Аргентини закінчилася, а загроза вторгнення зникла до 1821 року. Проте основне питання, а саме створення стабільної форми правління, було невирішеним. Протягом наступного десятиліття Об'єднані провінції переживали стан анархії, якому сприяла війна з Бразилією 1825—1827 років. Бразилія зазнала поразки у конфлікті, що виник з причини територіальних претензій до Уругваю. Але й Аргентина не зуміла повернути Уругвай, і він перетворився на самостійну державу.

## Об'єднання країни
Диктаторський режим Росаса скинула в 1852 році група під керівництвом генерала Хусто Хосе де Уркіси, який раніше був губернатором Ентре-Ріоса. Революція вдалася зробити завдяки допомозі з Уругваю і Бразилії. У 1853 році було ухвалено конституцію Аргентини, а Уркіса став президентом Аргентинської Республіки. Провінція Буенос-Айрес не приєдналася до Конституції і в 1854 р. проголосила незалежність. Взаємна ворожнеча двох держав призвела до війни 1859 року. Аргентинська Республіка швидко здобула перемогу, і в жовтні 1859 році провінція Буенос-Айрес приєдналася до конституційного ладу решти країни. Проте вона стала центром нового заколоту, спрямованого проти федерального уряду, що спалахнув у 1861 році під командуванням генерала Бартоломе Мітре. Бунтівники завдали поразки національній армії у вересні цього ж року. 5 листопада президент республіки оголосив про свою відставку. У травні наступного року Мітре був обраний Конгресом на посаду президента, а Буенос-Айрес став столицею Аргентини. У результаті цих подій провінція Буенос-Айрес, найбагатша і найвпливовіша в Союзі, домоглася контролю над рештою території країни.
Заворушення в Уругваї призвели до інтервенції Парагваю на територію Аргентини та Бразилії в 1865 році. Так розпочалася кривава Війна Потрійного альянсу, яка закінчилася перемогою Аргентини, Бразилії та Уругваю в 1870 році.
В результаті цієї війни та політики президентів Бартоломе Мітре, Домінго Фаустіно Сарм'єнто (1868–1874) і Ніколаса Авельянеди (1874–1880) країна пережила швидкий економічний розвиток. За допомогою іноземного капіталу і технологій будувалися залізниці, розводилися нові породи великої рогатої худоби і овець, люцерна увійшла до вживання як кормова культура, а пасовища обносилися колючим дротом. Стало застосовуватися заморожування м'яса, і почався масштабний експорт сільськогосподарської продукції з Аргентини (включаючи охолоджене м'ясо) в європейські країни. Заохочувалася імміграція; у період з 1850 по 1880 роки населення Аргентини зросло на 150%. Величезним внеском у справу розвитку країни з'явилася проведена Сарм'єнто повна реорганізація системи народної освіти. Завдяки цим реформам Сарм'єнто залишився в пам'яті народу як «президент-вчитель». При Сарм'єнто в 1869 році був проведений перший перепис населення.
Наступне десятиріччя ознаменувалося завоюванням пампасів, території, відомої нині як провінція Ріо-Негро, під час якого було усунуто загрозу з боку тубільних племен. Ця так звана Кампанія завоювання пустелі (1879—1880) під керівництвом генерала Хуліо Роки відкрила шлях до значних територій, сприятливих для розвитку землеробства і тваринництва. У 1880 році Рока, противник піднесення Буенос-Айреса, був обраний на посаду президента. У наступні роки Буенос-Айрес був відділений від провінції і затверджений як столиця Аргентини і федеральний округ. Внаслідок тривалого прикордонного конфлікту з Чилі у 1881 році було підписано договір, відповідно до якого Аргентина отримала контроль над частиною території острова Вогняна Земля.

## Консервативна республіка

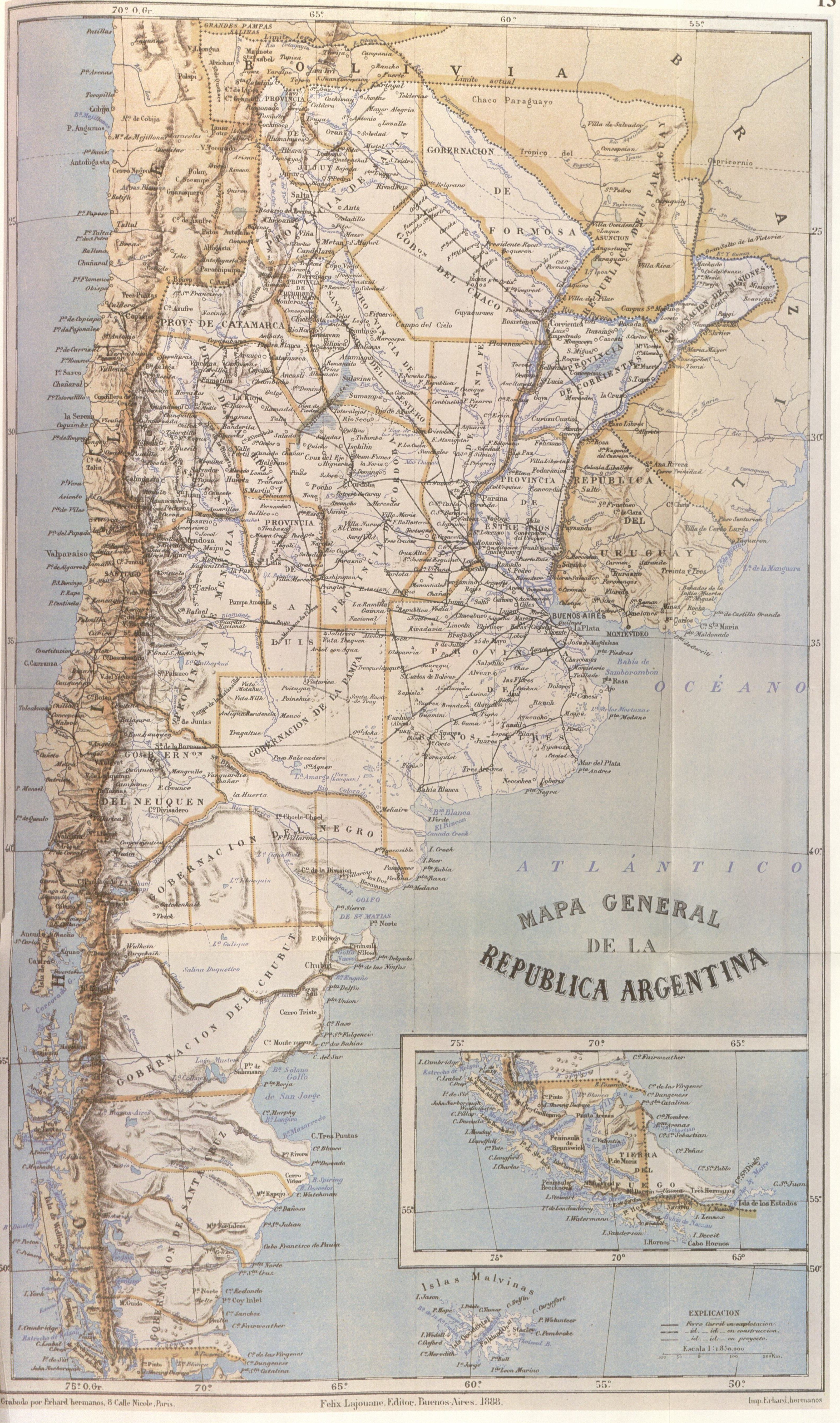
Мапа Аргентини 1888 року

1895 року гострий прикордонний конфлікт, тепер вже з Бразилією, був переданий на розгляд Сполученим Штатам. Аргентина отримала 65 тис. км² нової території. У 1899 році Аргентина була втягнута в серйозне протистояння з Чилі, що розгорілося з приводу патагонського кордону. Суперечку було вирішено в 1902 році за посередництва Великої Британії, і вона завершилася встановленням нині діючих кордонів між Аргентиною і Чилі.
Протягом 50 років після 1880 року Аргентина домоглася значних економічних і соціальних успіхів. У перше десятиріччя 20 століття вона стала однією з провідних держав Південної Америки. Популярність Аргентини зросла після прибуття в країну мільйонів європейців. З початку 20 ст. у країні розвернувся могутній робітничий рух, країну розхитували численні загальні і часткові страйки, які супроводжувалися запеклими кривавими зіткненнями з поліцією і військами. Соціальний клімат в Аргентині був вельми напруженим. У профспілках йшла гостра боротьба між анархістами, що створили в 1901 році Аргентинську регіональну робочу федерацію (ФОРА) під гаслами анархістського комунізму, і соціалістами — прихильниками реформ. Переважаючі позиції до 1915 року займала ФОРА, в подальший період в робочому русі встановилася відносна рівновага.

## Безславна декада

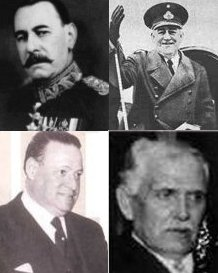
Президенти безславної декади: Урібуру, Хусто, Ортіс і Кастільйо

Крах міжнародної торгівлі у зв'язку з Великою депресією спричинив ріст промисловості, що зосередилася на заміні імпорту національним виробництвом, підсиливши економічну незалежність країни. Проте, над нафтовидобутком в країні превалювали іноземні компанії, здебільшого з США. Крім того, цей період характеризувався підсиленням британського впливу, коли згідно з Пактом Роки-Рансмана (1933 рік) Британія отримала контроль над аргентинськими залізницями, а Аргентина — привілейоване становище у експорті м'яса.

## Друга світова війна і прихід Перона до влади

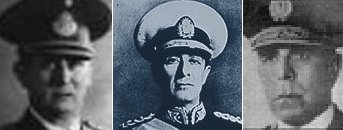
Очільники революції 1943 року: Росон, Рамірес і Фаррелл

З початком Другої світової війни президент Кастільйо дотримувався політики нейтралітету, хоча і був прихильником ідей Беніто Муссоліні і Франсіско Франко. Коли Національно-демократична партія, до якої він належав, висунула кандидатом в президенти Робустіано Патрона Костаса, Кастільйо не став заперечувати. Здавалося, Патрону Костасу була забезпечена перемога.
Проте, в результаті перевороту 4 червня 1943 року, проведеного під керівництвом військової верхівки, Кастільйо був скинутий. На чолі уряду, що складався з військових, встав генерал Педро Пабло Рамірес. Національний конгрес, що знаходився під контролем радикалів і соціалістів, був розпущений, в країні була введена цензура, і вибори вже не могли бути проведені.
Проте, новому уряду не вдалося заручитися підтримкою населення. Для вирішення питання підтримки група військових в межах нового уряду, на чолі з полковником Хуаном Домінго Пероном, на той час секретарем міністра оборони і головою Міністерства праці, почала активні дії. Після переговорів з керівниками робочого руху ця група вирішила добитися підтримки населення, розпочавши програму соціальних перетворень і поліпшення положення промислових робітників. Вже до середини 1944 року Перон користувався підтримкою більшості профспілок.
На деякий період уряд почав пом'якшення режиму та обмежено відновив політичні партії та свободу слова. Проте, коли опозиційні круги сприйняли свої права серйозно і організували в кінці вересня масовий марш протесту, уряд знову почав репресії, хоча це і не вберегло Перона від арешту опозиціонерами. Протягом кількох днів з 9 по 17 жовтня — країна залишалася без уряду. Але прихильники Перона практично захопили Буенос-Айрес і 17 жовтня повернули Перона до влади.
Протягом наступних чотирьох місяців у країні розвернулася активна кампанія по виборах президента. Перон організував три нові організації для підтримки його кандидатури: Партію праці, дисидентську Радикальну партію і Незалежну партію. Опозиційні партії — Радикальна, Соціалістична, прогресивно-демократична і Комуністична — об'єдналися в Національно-демократичний союз. Їх кандидатом був політик традиційно радикалістського напряму Хосе Тамборіні. На виборах, що були відносно демократичними, переміг Перон, що отримав 54% голосів, а його прихильники отримали майже дві третини місць в палаті депутатів і майже всі місця в сенаті.

## Правління Перона

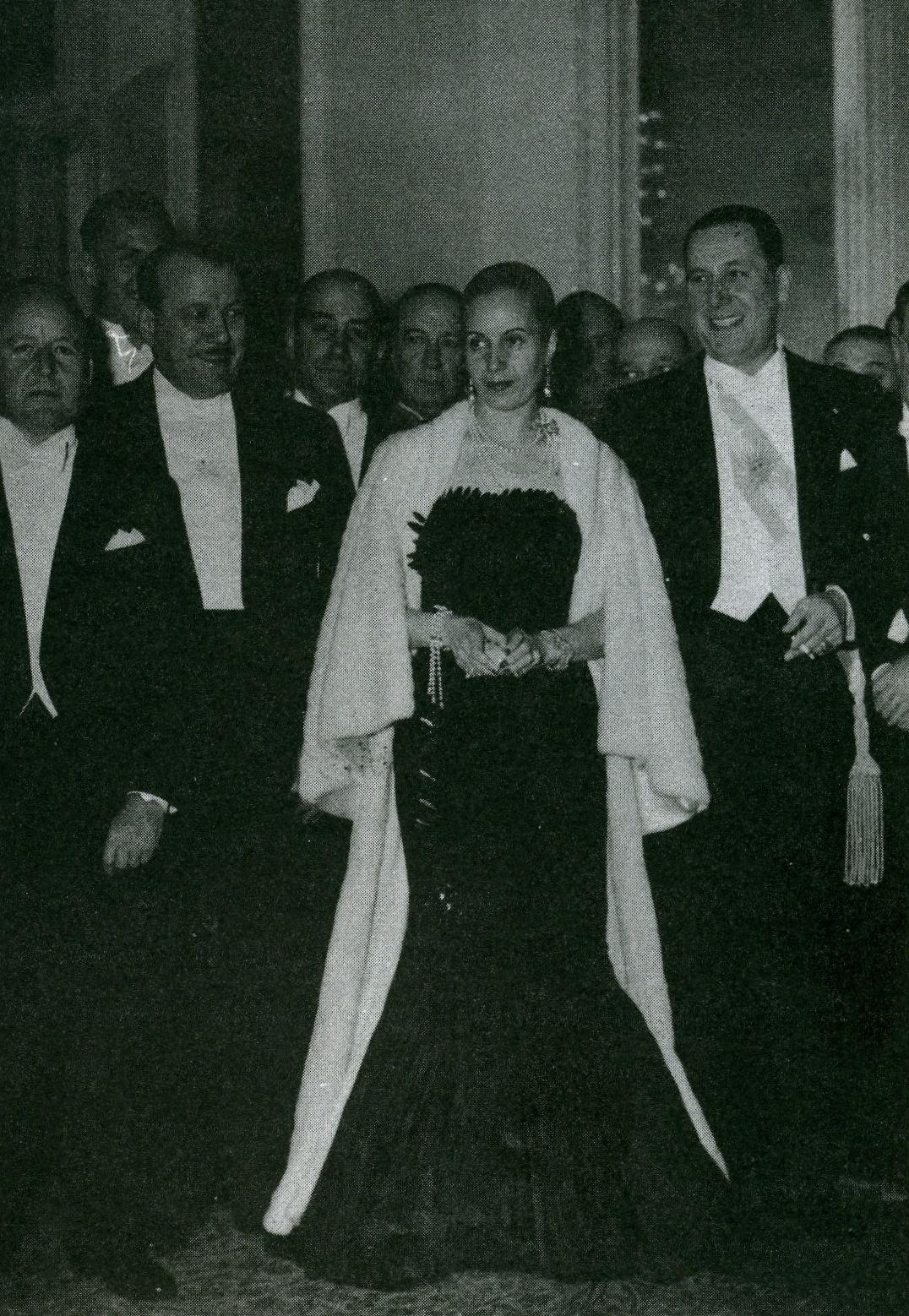
Хуан і Ева Перон в театрі Колумба, 1950 рік

Однак в останні роки, у зв'язку з погіршенням економічного становища країни, іноземні інвестиції були знову дозволені. Режим Перона ставав все більше автократичним. Спроби Перона секуляризувати державу призвели до конфлікту з Католицькою церквою.
В середині 1955 року незадоволення урядом Перона досягло апогею. Рух, очолений офіцерами військово-морського флоту і деякими представниками ВПС та внутрішніх військ країни, організував новий військовий переворот. Коли флот став загрожувати обстрілом Буенос-Айреса, Перон покинув країну, а влада перейшла в руки бунтівників.

## Боротьба між пероністами та антипероністами
Період з середини 1950-х років до початку 1970-х характеризувався частими переворотами та зміною темпів економічного зростання з дуже низьких в 1950-х роках до дуже високих в кінці 1960-х. Протягом цього періоду продовжувалися страйки та інші форми протесту робітників промислових підприємств.

### Католицько-націоналістична революція

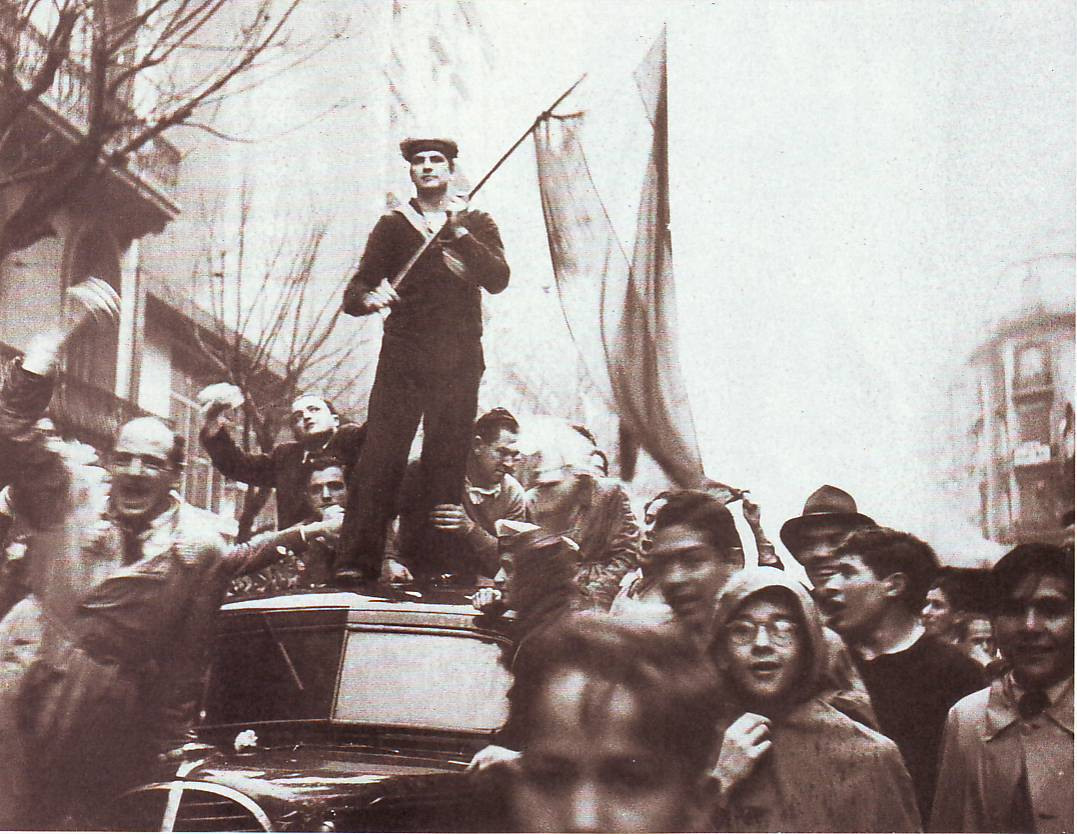
Святкування повалення Перона

«Звільняюча» революція (ісп. Revolución Libertadora), організована націоналістичними та церковними силами, 16 вересня 1955 року привела до влади Едуардо Лонарді, який, проте, протримався дуже недовго, вже 13 листопада його змінив Педро Арамбуру, що правив до 1 травня 1958 року.
У червні 1956 року двоє генералів-пероністів, Хуан Хосе Вальє і Рауль Танко, спробували здійснити переворот, намагаючись дозволити всі політичні сили, припинити переслідування профспілок та відновити дію конституції. Проте постання було швидко придушене, а кілька десятків його керівників та активістів страчені, частина таємно.
Іншими відомими актами насильства цього періоду стало бомбардування Травневої площі в червні 1955 року (364 вбитих) та різанина в Хосе-Леон-Суаресі. Різанина стала приводом захоплення та страти Арамбуру в 1970 році активістами руху Монтонерос.
У 1956 році були проведені вибори з метою відновлення конституційного уряду, в яких перемогла Радикальна партія, проте близько 25% виборців проголосували проти всіх через заборону Пероністської партії, а ліве крило Радикальної партії відмовилося засідати в парламенті, також в підтримку перонізму. Обрана Асамблея в результаті не була функціональною, та змогла лише відновити конституцію 1853 року з незначними змінами.

### Правління Фрондісі

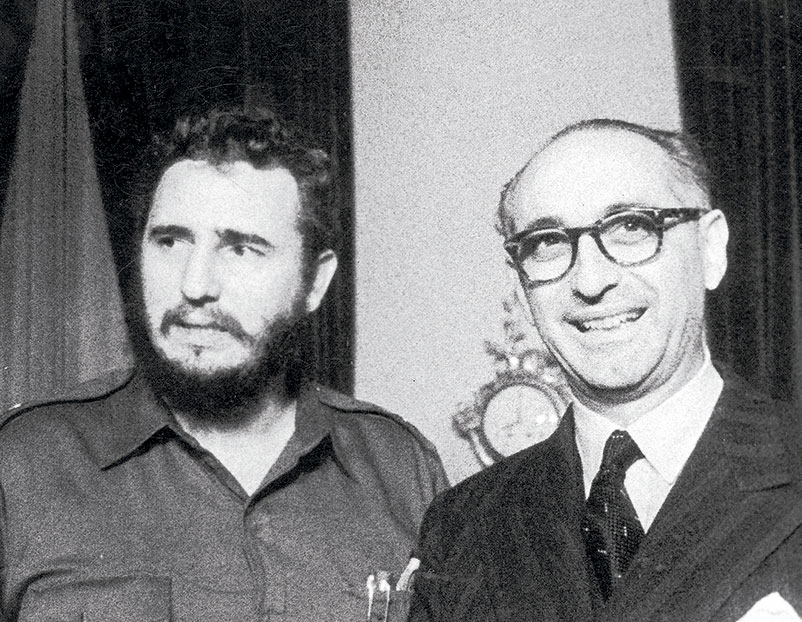
Фідель Кастро і Артуро Фрондісі

Фрондісі, кандидат від UCRI, виграв вибори 1958 року, отримавши близько 4 млн голосів проти 2,5 млн у Рікардо Бальбіна. Перон підтримував Фрондісі з Каракасу та закликав своїх прихильників голосувати за нього з метою покласти кінець забороні пероністської партії та відновлення законодавства часів диктатури Перона.
Фрондісі призначив Альваро Альсогарая міністром економіки з метою підтримки інтересів землевласників та консервативних сил. Член впливової династії, Альваро, що вже був міністром промисловості під час президентства Арамбуру, провів девальвацію песо та впровадив контроль за кредитами.
З іншого боку, Фрондісі прислухався до антицерковних сил, занепокоєних зростанням впливу Католицької церкви, які сприяли організації ультраправого руху Націоналістичного руху Такуара. Такуара, «перша міська партизанська група Аргентини», брала участь в антисемітських погромах, особливо після захоплення Моссадом Адольфа Ейхмана в 1960 році. Під час візиту президента США Дуайта Ейзенхауера, Такуара організувала масові акції протесту проти нього, що привели до ув'язнення кількох лідерів руху, таких як Джо Бакстер.

### Переворот 1962 року і правління Гідо

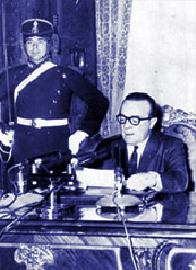
Хосе Марія Гідо

Незважаючи на велику підтримку в народу, уряд Фрондісі також завершився переворотом у 1962 році, здійсненим за участю військовиків, після того, як ряд місцевих виборів був виграний кандидатами від пероністської партії. Протягом короткого періоду, поки військовики вирішували кандидатуру нового президента, формально країною керував голова сенату Хосе Марія Гідо.

### Правління Ільїї

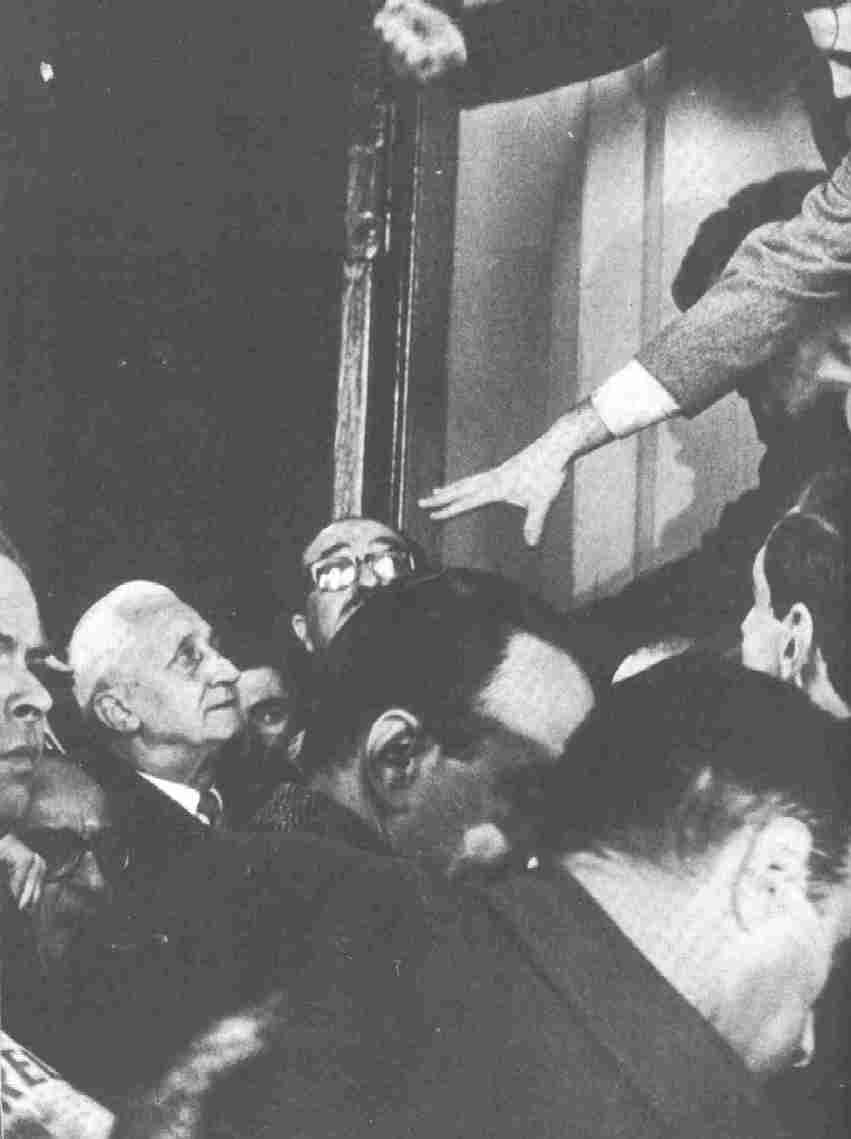
Ільїя йде з посади

7 липня 1963 року відбулися нові президентські вибори, у яких не мали права брати участь пероністи. Президентом став Артуро Умберто Ільїя, який набрав 25% голосів. Правління Ільїї характеризувалося імпульсивними популістськими економічними і соціальними рішеннями, а також слабкою підтримкою народу. Найзначнішими діями уряду Ільїї були:
- скасування заборони комуністичної і пероністської партій
- встановлення рівня мінімальної зарплати і пенсії
- державне регулювання цін на продукти споживчого кошика і медикаменти
- скасування приватизації нафтовидобувних підприємств, проведеної Фрондісі, і передання цих підприємств державній компанії YPF

1965 року були проведені вибори до парламенту, на яких перемогли пероністи. Після цього розпочалася кампанія по дискредитації діючого уряду.
28 червня 1966 року за підтримки головнокомандувача армії Паскуаля Пістаріні, колишнього президента Артуро Фрондісі, частини пероністів і США, генерал Хуліо Альсогарай влаштував військовий переворот, який скинув Ільїю. Наступного дня президентом було оголошено Хуана Карлоса Онганіа.

### Військова диктатура
Військовий переворот 1966 року, який встановив у країні диктатуру, проголосив себе «аргентинською революцією». Було встановлено статут країни, який мав більшу юридичну силу за конституцію, а 1972 року розпочалися реформи і самої конституції. Військова диктатура в Аргентині базувалася на фашистсько-католицько-антикомуністичній ідеології і відкрито підтримувалася США і європейськими країнами.
У правлячій верхівці не було єдності, через що влада швидко переходила з рук у руки. У 1966—1970 роках правив Хуан Карлос Онганіа, у 1970—1971 роках — Роберто Марсело Левінгстон, а у 1971—1973 роках — Алехандро Агустін Лануссе.
Поступово диктатура ставала все більш непопулярною і розвалювалася з середини, тому 1973 року було вирішено провести президентські вибори. На них переміг пероніст Ектор Хосе Кампора, який одразу ж пішов у відставку й оголосив нові вільні вибори, у яких було дозволено брати участь Хуану Перону, який і переміг із 62% голосів.

## Повернення Перона
У результаті зміни ряду військових урядів Перон у 1973 році повернувся до влади, але в 1974 році помер, залишивши главою держави свою другу дружину Ісабель, яка не мала політичного досвіду. У період її правління революціонери марксистського спрямування руху Монтонерос розгорнули терористичну діяльність, яка була виправданням військового перевороту, що стався в 1976 р.

## Процес національної реорганізації
24 березня 1976 року відбувся військовий переворот, який повалив президента Марію Естелу Мартінес де Перон і встановив в Аргентині нову диктатуру під назвою «процес національної реорганізації». Влада перейшла у руки військової хунти з трьох осіб, яка призначала президента, а також виконувала функції виконавчої і законодавчої влади. Як і попередня диктатура, ця влада прийняла вигідний собі статут держави, який мав більшу юридичну силу, ніж конституція.
За часів Процесу національної реорганізації Аргентиною правили чотири військові хунти:
- 1976-1980: президент Хорхе Рафаель Відела, а також Еміліо Едуардо Массера й Орландо Рамон Агості
- 1980-1981: президент Роберто Віола, а також Армандо Ламбрушині й Омар Домінго Рубенс Граффінья
- 1981-1982: президент Леопольдо Гальтієрі, а також Басіліо Ламі Досо і Хорху Ісаак Аная
- 1982-1983: президент Рейнальдо Біньйоне, а також Крістіно Ніколайдес, Рубен Франко й Аугусто Хорхе Х'юз

Армія розв'язала «брудну війну» проти всіх, кого військові вважали «підривними елементами»: тисячі аргентинців були вбиті й оголошені такими, які зникли безвісти. Масово порушувалися права людини, водночас США, СРСР і Європа жодним чином не втручалися у дії диктатури і не засуджували їх.
Для економіки часів диктатури була характерна деіндустріалізація, різке збільшення зовнішнього боргу (від 7 млрд доларів у 1976 році до 66 млрд у 1983) і корупції. Кількість населення за межею бідності зросла з 5% у 1974 році до 25% у 1983 році.
1978 року Аргентина опинилася на межі війни з Чилі через конфлікт у протоці Бігля. У 1982 р. з метою подолання економічної кризи (або хоча б відвернення від неї уваги) Гальтієрі віддав наказ аргентинській армії висадитися на Мальвінських островах, територія яких з 1833 р. була окупована Великою Британією. Уряд військових здивувало, що Сполучене королівство направило в Південну Атлантику свої війська, і через три місяці аргентинська армія була розгромлена, а острови повернулися Великій Британії. Гальтієрі пішов у відставку, і в 1983 р. в результаті демократичних виборів до влади прийшов Рауль Альфонсін, кандидат від Радикального цивільного союзу.

## Повернення демократії

### Правління Альфонсіна
30 жовтня 1983 року на виборах переміг Рауль Альфонсін, набравши 52% голосів. Партія Радикального цивільного союзу, від якої він висувався, також здобула більшість у парламенті.
Більшість ключових фігур попередньої диктатури були засуджені і ув'язнені. Також були засуджені партизани Монтонерос і ERP. Була створена національна комісія, яка займалася документуванням і розслідуванням порушень прав людини у часи диктатури.
На Великдень 1987 року була зроблена спроба здійснити військовий переворот за сприяння керівництва армії, але вона не знайшла підтримки у народу і провалилася.
1985 року було підписано мирний договір з Чилі. 1987 року було висунуто законопроєкт про перенесення столиці Аргентини до В'єдми — Кармен-де-Патагонес задля політико-економічної децентралізації країни, але він не знайшов підтримки.
У період знаходження при владі Альфонсіна економіка Аргентини пережила гостру кризу з рекордним рівнем інфляції, яка 1988 року сягнула 343%, а 1989 року — 3000% річних. Кількість населення за межею бідності сягнула 47% у 1989 році, безробіття — 8%. У цих непростих умовах 14 травня 1989 року відбулися президентські вибори, на яких очікувано переміг кандидат від опозиції.

### Правління Менема

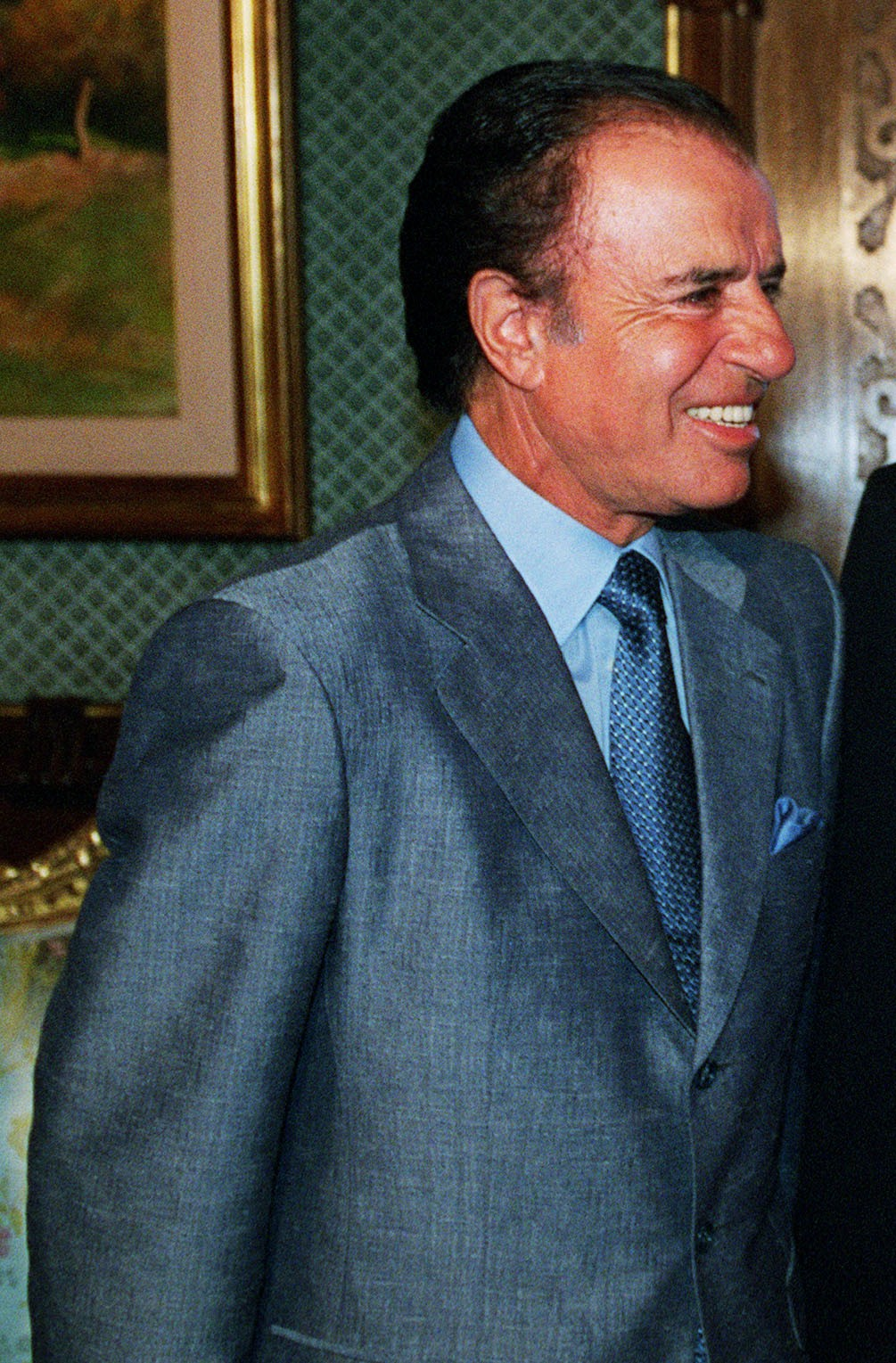
Карлос Менем

У травні 1989 р. лідером країни, який прийшов до влади демократичним шляхом, став син сирійських іммігрантів Карлос Сауль Менем, керівник хустісіалістської (пероністської) партії. До цього Менем протягом 6 років був главою виконавчої влади.
Перші 18 місяців перебування Менема при владі виявилися дуже тяжкими. З 1991 р. за активної участі міністра економіки Домінго Кавальйо здійснювалися програми лібералізації економіки і розвитку вільної торгівлі. Як президент Менем домігся докорінних змін в аргентинській економіці, а також встановлення політичної стабільності. У рамках боротьби з інфляцією курс національної валюти Аргентини було прив'язано до американського долара у співвідношенні 1:1. Були приватизовані численні підприємства, зокрема постачальники електрики, води і газу, пошта, перевізники, телекомунікації, завдяки чому вдалося наповнити бюджет. Також Аргентина виступила засновником спільного південноамериканського ринку — Меркосур.
1994 року було проведено конституційну реформу, після якої відбулися нові парламентські вибори. У 1995 р. Менема було переобрано президентом Аргентини. Пероністська партія, очолювана Менемом, також здобула перемогу на виборах у конгрес і більшість у Палаті депутатів. Другий строк Менема характеризувався збільшенням показників безробіття (18% у 1995 році), бідності і ухиляння від податків. Зовнішній борг зріс до 82 млрд доларів. Все це разом зумовило нову економічну кризу в Аргентині, яка розпочалася 1998 року і продовжувалася наступні 4 роки.

## Криза

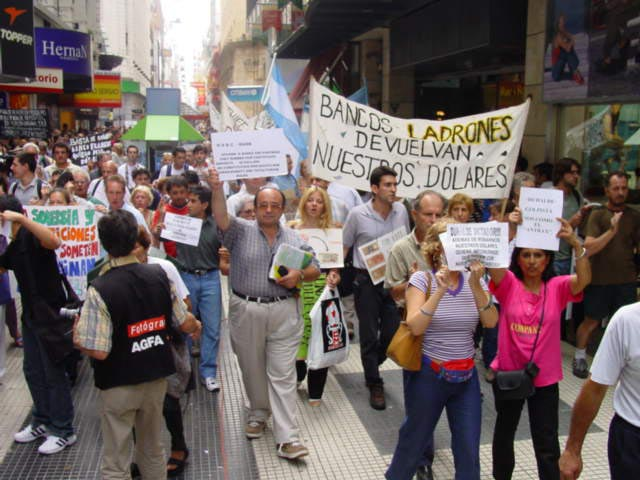
Касероласо

На виборах 24 жовтня 1999 року з 48,5% голосів переміг Фернандо де ла Руа. На уряд де ла Руа, до якого входила значна кількість економістів, покладалися великі надії на подолання економічної кризи у країні. Перш за все уряд скоротив дефіцит бюджету за рахунок кредитів МВФ.
2001 року пішов у відставку міністр економіки Лопес Мерфі, а його місце зайняв Домінго Кавальйо, який займав цю посаду за часів президентства Менема. 1 грудня 2001 року Кавальйо видав наказ про заборону видачі готівки з депозитів у банках. Цей захід сильно вдарив по середньому класу і викликав протести населення. У грудні у багатьох містах Аргентини пройшли громадські заворушення, які отримали назву Касероласо (ісп. cacerolazo). Під тиском маніфестацій Кавальйо пішов у відставку 19 грудня. 20 грудня сутички між поліцією і маніфестантами продовжилися, загинуло близько 30 осіб. Це в свою чергу спричинило відставку президента.
21 грудня Національний конгрес призначив тимчасовим виконувачем обов'язків президента Рамона Пуерту. 23 грудня сесія законодавчої асамблеї призначила тимчасовим президентом Адольфо Родрігеса Саа, який оголосив у конгресі про дефолт. Народні протести продовжувалися, люди вимагали відставки усієї влади, тому 30 грудня Родрігес Саа пішов з посади. Виконувачем обов'язків президента став голова Палати депутатів Едуардо Каманьйо. 2 січня 2002 року за пропозицією хустисіалістської партії тимчасовим президентом став Едуардо Дуальде.
Дуальде відразу ж почав рішучі дії по подоланню кризи. Було скасовано жорсткий курс долара, прийнято програми подолання бідності і безробіття, які сягнули рекордних відміток за всю історію Аргентини — 56% і 31% відповідно. Також виконувалися рекомендації МВФ по подоланню кризи.
Економічну ситуацію в Аргентині вдалося стабілізувати, але це було зроблено ціною значних конфліктів з опозицією і непопулярності уряду у народу. 26 червня 2002 року це вилилося у заворушення в Авельянеді, які були жорстоко придушені. Після цього Дуальде оголосив про відставку і нові президентські вибори.

## Президентство Нестора Кіршнера

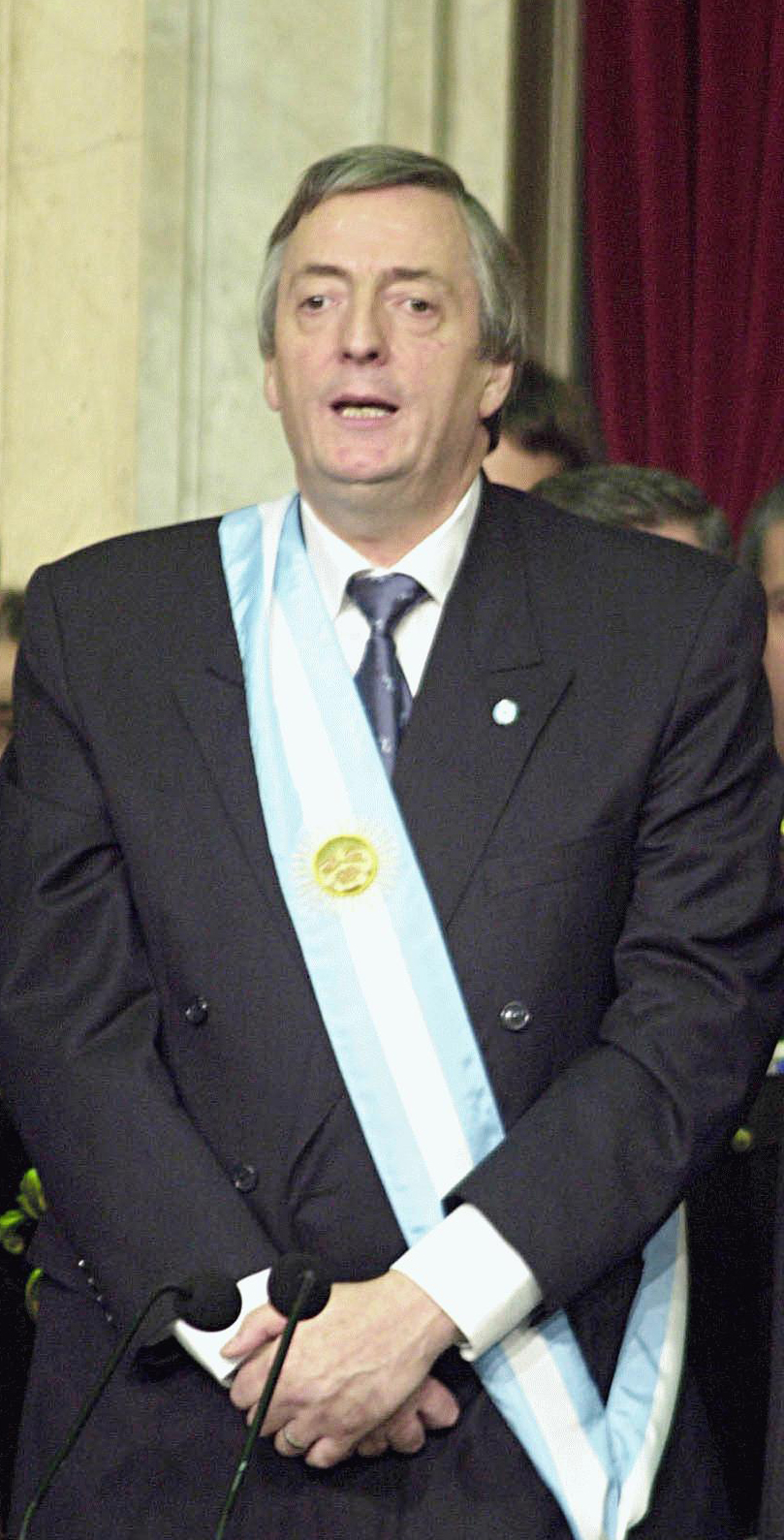
Нестор Кіршнер

27 квітня 2003 року відбувся перший тур виборів, у якому найбільшу кількість голосів отримали Карлос Менем (24%) і Нестор Кіршнер (22%). Другий тур не відбувся через відмову Менема брати у ньому участь, відтак на виборах переміг Кіршнер.
За президентства Кіршнер економіка Аргентини пішла вгору, перш за все за рахунок зростання експорту. ВВП зріс на 10%. Було призупинено виплати по старим кредитам, 9,8 млрд доларів боргу було списано. Інфляція, бідність і безробіття значно скоротилися. Критики уряду Кіршнера відзначають, що зростання економіки завдячує значною мірою загальносвітовим тенденціям, а також скороченню соціальних програм в Аргентині.
Також за часів Кіршнера було розпочато нові судові процеси над особами, що порушували права людини у часи Процесу національної реорганізації.
На міжнародній арені Кіршнер посилював зв'язки з країнами Південної Америки, завдяки чому згодом було засновано Unasur. 2004 року виник дипломатичний конфлікт між Аргентиною і Уругваєм через целюлозно-паперові заводи останнього, які забруднювали спільну річку. Конфлікт було вирішено в Гаазькому суді на користь Аргентини.
На виборах до парламенту 2005 року партія Кіршнера отримала більшість.
В останні два роки свого президентства Кіршнер проводив політику жорсткого контролювання цін і обсягів експорту з метою стримати інфляцію. Також вибухнуло кілька скандалів, пов'язаних з однопартійцями Кіршнера. Водночас рівень підтримки президента у народі зростав.

## Президентство Крістіни Фернандес

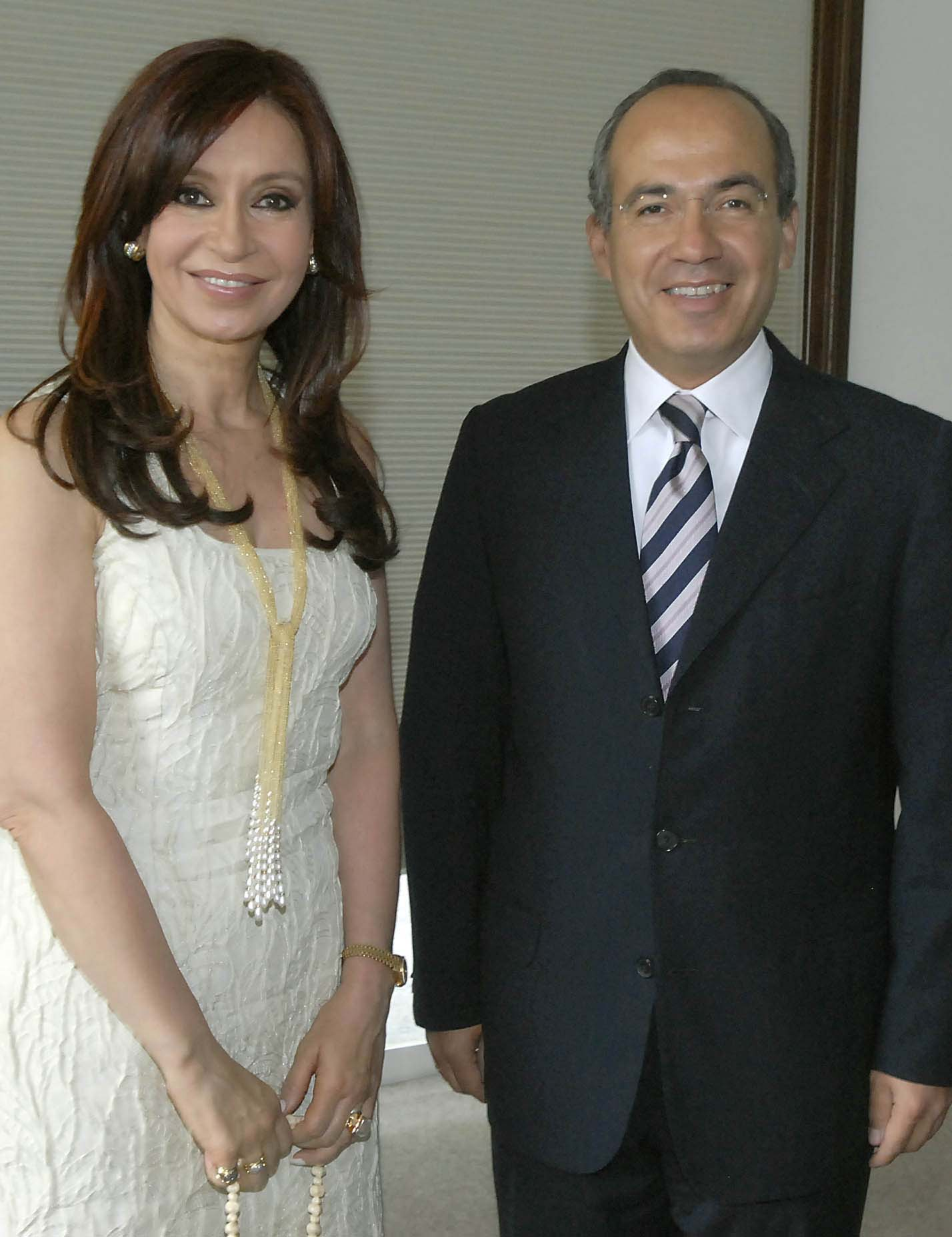
Крістіна Фернадес і Феліпе Кальдерон

10 грудня 2007 року президентом Аргентини було обрано дружину Нестора Кіршнера Крістіну Фернандес, яка з перших же днів свого правління трималася лінії свого чоловіка. Крістіна Фернандес стала першою обраною жінкою-президентом в Аргентині.
Однією з перших дій Фернандес при владі було підвищення на 20% тарифів на проїзд у громадському транспорті і залізниці в січні 2008 року.
На початку 2008 року ФБР заявило, що президентська кампанія Крістіни Фернандес була профінансована урядом Венесуели. Це спричинило різке погіршення відносин між Аргентиною і США. Також виникли тертя у відносинах з Ватиканом через відставку військового єпископа, посада якого вакантна досі.
З 12 березня по 18 липня 2008 року у країні пройшла серія страйків виробників сільськогосподарської продукції, які вимагали зменшення податкового тиску. Ці виступи завершилися задоволенням вимог селян.
На початок всесвітньої економічної кризи 2008 року уряд Крістіни Фернандес зреагував рядом заходів, зокрема підтримкою машинобудівної галузі і наданням кредитів підприємствам.
2010 року за сприяння уряду Аргентини широко відзначалося двохсотріччя Травневої революції.
На наступних президентських вибори в Аргентині 23 жовтня 2011 року Крістіна Фернандес була переобрана на другий строк, впродовж якого продовжувала свою політику.
Під час президентства Крістіни Фернандес де Кіршнер, особливо її другого терміну, її дії неодноразово викликали акції протесту населення. Протестувальники переважно висловлювалися проти корупції, кумівства, зростання інфляції і злочинності, утисків свободи слова, занадто активне втручання держави в економіку, а також намагань змінити Конституцію, щоб дозволити президенту переобиратися на третій термін. Багато політологів називали правління Крістіни Фернандес популістським. Після завершення президентського терміну проти Крістіни Фернандес було відкрито декілька кримінальних справ.

## Президентство Макрі (2015–2019)
На виборах 2015 року перемогу отримав колишній мер Буенос-Айреса Маурісіо Макрі, який намагався змінити напрямок розвитку Аргентини до неолібералізму. Правління Макрі супроводжувалося непопулярними заходами, які мали на меті оздоровлення аргентинської економіки, як-от скасування державного регулювання курсу долара, що призвело до падіння песо, збільшення державного боргу, впровадження надзвичайного стану, податкові реформи, зростання тарифів. Від самого початку президентство Макрі супроводжувалося громадськими протестами і страйками. Дії уряду не мали очікуваного ефекту, економіка перебувала у рецесії, знизилися доходи громадаян, зросли безробіття, а частка населення, що живе за межею бідності, на 2018 рік складала більше третини населення, прискорилася інфляція, а 2019 року країна пережила частковий дефолт. Все це загалом призвело до того, що на наступних виборах Макрі програв і кіршнеристи повернулися до влади.

## Президентство Альберто Фернандеса (2019-2023)
2019 року на президентських виборах переміг Альберто Фернандес, який очолював уряд країни за часів президентства Нестора Кіршнера і, частково, Крістіни Фернандес. Крістіна Фернандес стала віцепрезиденткою та мала значний вплив на управління країною і прийняття рішень. Майже одночасно до Аргентини дісталася пандемія коронавірусу, яка спричинила суттєве падіння економіки й усіх секторів виробництва. 2021 року партія Frente de Todos втратила більшість в Конгресі, відтак Фернандес втратив підтримку парламенту і не зміг реалізувати більшість проєктів, які обіцяв у своїй передвиборчій програмі. Криза, яка розпочалася в країні ще 2018 року, лише поглибилася. До президентських виборів темпи інфляції досягли більш ніж 10 % на місяць, що є найвищим показником з 1991 році. Відтак Альберто Фернандес вирішив навіть не висувати свою кандидатуру на наступних виборах.

## Президентство Мілея
2023 року Президентом став правий лібертаріанець та економіст Хав'єр Мілей, який запропонував комплексний перегляд фіскальної та структурної політики країни.